# クリムゾン・アイドル
『クリムゾン・アイドル』（原題：The Crimson Idol）は、アメリカ合衆国出身のヘヴィメタル・バンド「W.A.S.P.」が1992年に発表した5枚目のスタジオ・アルバム。

## 解説
当初はブラッキー・ローレスのソロ・アルバムとして計画されていたが、キャピトル・レコードの進言により、最終的にはW.A.S.P.名義のアルバムとして発表された。ヨーロッパや日本では1992年に発表されたが、バンドの母国アメリカでは1993年になるまで発売されなかった。
本作はコンセプト・アルバムであり、歌詞の内容はジョナサン・アーロン・スティールという架空のロック・スターを主人公とした物語となっている。歌詞カードには登場人物の名前が明記されており、CDブックレットには、物語の全文も記載されている。ローレスは、本作を自分の父親に捧げた。
1998年に発売された再発CDには、ローレスのナレーション「ストーリー・オブ・ジョナサン（プロローグ・トゥ・ザ・クリムゾン・アイドル）」がボーナス・トラックとして追加されたのに加えて、シングルのカップリング曲や1992年の「モンスターズ・オブ・ロック」出演時のライヴ音源を収録したボーナス・ディスクも追加された。

## リアイドライズド〜ザ・サウンドトラック・トゥ・ザ・クリムゾン・アイドル
2018年、本作発売から25周年を記念したアニヴァーサリー・エディションを『リアイドライズド～ザ・サウンドトラック・トゥ・ザ・クリムゾン・アイドル』(RE-IDOLIZED～THE SOUNDTRACK TO THE CRIMSON IDOL) のタイトルで発表。
改めてレコーディングし直し、本来収録する予定だった未発表曲を追加した2枚組完全盤として制作した。また、本作の映画化を目的として撮影したものの、公開されずお蔵入りとなっていた当時の映像がBD/DVD化され、それが付属する形態やアナログ盤もリリースしている。

## 備考・補足
本作を制作したブラッキー・ローレスは当時、「最近の世の中で起きている問題や、とにかく頭にきている事を書いた」と背景を説明している。また作品は秀逸なコンセプト・アルバムとして業界でも高く評価され、「普段は交流のなかったトニー・アイオミ（ブラック・サバス）から称賛の電話をもらった」とも明かしている。

## 収録曲

### オリジナル盤
特記なき楽曲はブラッキー・ローレス作。
1. ザ・タイタニック・オーヴァーチュア - The Titanic Overture - 3:31
2. ザ・インヴィジブル・ボーイ - The Invisible Boy - 5:12
3. アリーナ・オブ・プレジャー - Arena of Pleasure - 4:15
4. チェインソー・チャーリー（マーダーズ・イン・ザ・ニュー・モルグ） - Chainsaw Charlie (Murders In The New Morgue) - 8:41
5. ザ・ジプシー・ミーツ・ザ・ボーイ - The Gypsy Meets the Boy - 4:16
6. ドクター・ロックター - Doctor Rockter - 3:53
7. アイ・アム・ワン - I Am One - 5:25
8. ジ・アイドル - The Idol - 8:40
9. ホールド・オン・トゥ・マイ・ハート - Hold on to My Heart - 4:20
10. ザ・グレイト・ミスコンセプションズ・オブ・ミー - The Great Misconceptions of Me - 9:44

#### 1998年再発盤ボーナス・トラック
1. ザ・ストーリー・オブ・ジョナサン（プロローグ・トゥ・ザ・クリムゾン・アイドル） - The Story of Jonathan (Prologue to the Crimson Idol) - 16:38

#### 1998年再発盤ボーナス・ディスク
1. ファントムズ・イン・ザ・ミラー - Phantoms in the Mirror - 4:35
2. ザ・ユーロジー - The Eulogy - 4:16
3. ホエン・ザ・レヴィー・ブレイクス - When the Levee Breaks (Jimmy Page, Robert Plant, John Paul Jones, John Bonham) - 7:06
4. ジ・アイドル（ライヴ・アコースティック） - The Idol (Live Acoustic) - 4:34
5. ホールド・オン・トゥ・マイ・ハート（ライヴ・アコースティック） - Hold On To My Heart (Live Acoustic) - 4:23
6. アイ・アム・ワン（ライヴ） - I Am One (Live, Donington 1992) - 4:57
7. ワイルド・チャイルド（ライヴ） - Wild Child (Live, Donington 1992) (Blackie Lawless, Chris Holmes) - 5:53
8. チェインソー・チャーリー（ライヴ） - Chainsaw Charlie (Murders In The New Morgue) (Live, Donington 1992) - 8:22
9. 悪魔の化身（ライヴ） - I Wanna Be Somebody (Live, Donington 1992) - 6:13
10. ザ・インヴィジブル・ボーイ（ライヴ） - The Invisible Boy (Live, Donington 1992) - 4:15
11. リアル・ミー（ライヴ） - The Real Me (Live, Donington 1992) (Pete Townshend) - 3:40
12. ザ・グレイト・ミスコンセプションズ・オブ・ミー（ライヴ） - The Great Misconceptions of Me (Live, Donington 1992) - 9:44

#### 参加ミュージシャン
- ブラッキー・ローレス - ボーカル/ギター/ベース/キーボード
- ボブ・キューリック - リードギター
- ステット・ホーランド - ドラムス
- フランキー・バネリ - ドラムス

### リアイドライズド盤
CD1
1. ザ・タイタニック・オーヴァーチュア - The Titanic Overture
2. ザ・インヴィジブル・ボーイ - The Invisible Boy
3. アリーナ・オブ・プレジャー - Arena of Pleasure
4. チェインソー・チャーリー（マーダーズ・イン・ザ・ニュー・モルグ） - Chainsaw Charlie (Murders In The New Morgue)
5. ザ・ジプシー・ミーツ・ザ・ボーイ - The Gypsy Meets the Boy
6. マイケルズ・ソング - Michael’s Song
7. ミス・ユー - Miss You
8. ドクター・ロックター - Doctor Rockter

CD2
1. アイ・アム・ワン - I Am One
2. ジ・アイドル - The Idol
3. ホールド・オン・トゥ・マイ・ハート - Hold on to My Heart
4. ヘイ・ママ - Hey Mama
5. ザ・ロスト・ボーイ -  The Lost Boy
6. ザ・ピース - The Peace
7. ショウ・タイム - Show Time
8. ザ・グレイト・ミスコンセプションズ・オブ・ミー - The Great Misconceptions of Me

Blu-ray/DVD
1. ザ・タイタニック・オーヴァーチュア
2. ザ・インヴィジブル・ボーイ
3. アリーナ・オブ・プレジャー
4. チェインソー・チャーリー（マーダーズ・イン・ザ・ニュー・モルグ）
5. ザ・ジプシー・ミーツ・ザ・ボーイ
6. ドクター・ロックター
7. アイ・アム・ワン
8. ジ・アイドル
9. ホールド・オン・トゥ・マイ・ハート
10. ザ・グレイト・ミスコンセプションズ・オブ・ミー
11. ジョナサンズ・フェアウェル

#### 参加ミュージシャン
- ブラッキー・ローレス - ボーカル/ギター/ベース/キーボード
- ダグ・ブレア - リードギター/ボーカル
- マイク・デューダ - ベース
- マイク・デュプキー - ドラムス
- フランキー・バネリ - ドラムス（「ザ・ピース」のみ）